# Хасанабад (Курдистан)
Хасанаба́д (перс. حسنآباد‎) — небольшой город на западе Ирана, в провинции  Курдистан. Входит в состав шахрестана  Сенендедж и является юго-западным пригородом его одноимённого центра. По данным переписи, на 2006 год население составляло 7 292 человека.

## География
Город находится в южной части Курдистана, в горной местности, на высоте 1489 метров над уровнем моря.
Хасанабад расположен на расстоянии нескольких километров к юго-западу от Сенендеджа, административного центра провинции и на расстоянии 390 километров к западу от Тегерана, столицы страны.